# Hieracium expallidiforme
Hieracium expallidiforme là một loài thực vật có hoa trong họ Cúc. Loài này được Dahlst. ex Stenstr. mô tả khoa học đầu tiên năm 1890.